# Postranje
Postranje je naselje u općini Proložac, u Splitsko-dalmatinskoj županiji. 

## Zemljopis
Naselje se nalazi sjeverno od Prološkog Blata.

## Stanovništvo
Od 1991. iskazuje se kao samostalno naselje nastalo izdvajanjem dijela područja naselja Donji Proložac. Do 1948. iskazivano kao samostalno naselje. 1953. pripojeno je naselju Donji Proložac, gdje su i sadržani podaci za 1953. i 1961.
| broj stanovnika | 590   | 1164  | 551   | 580   | 547   | 835   | 1772  | 1429  | 667   |       |       | 2026  | 2183  | 1577  | 1589  | 1390  | 1079  |
|                 | 1857. | 1869. | 1880. | 1890. | 1900. | 1910. | 1921. | 1931. | 1948. | 1953. | 1961. | 1971. | 1981. | 1991. | 2001. | 2011. | 2021. |